# 白井站
白井站（日语：／ Shiroi eki */?）是一個位於千葉縣白井市復，屬於北總鐵道北總線的鐵路車站。車站編號是HS10。

## 年表
- 1979年（昭和54年）3月9日 - 開業。
- 2010年（平成22年）7月17日 - 設有車站編號（HS10）。

## 車站結構
島式月台1面2線的地面車站，設有跨站式站房。車站構內設置了升降機與扶手電梯（上行）1部。

### 月台配置
| 月台 | 路線   | 方向 | 目的地                                                                                     |
| ---- | ------ | ---- | ------------------------------------------------------------------------------------------ |
| 1    | 北總線 | 上行 | 新鎌谷、東松戶、高砂、押上、日暮里、上野、 淺草、日本橋、西馬込、品川、 羽田機場、橫濱方向 |
| 2    | 北總線 | 下行 | 千葉新城中央、印西牧原、 印旛日本醫大、 成田機場方向                                       |

## 使用情況
2015年度的1日平均上下車人次為9,905人。
近年的一日平均上車人次推移如下表。
| 年度   | 一日平均 上車人次 |
| ------ | ----------------- |
| 2007年 | 5,128             |
| 2008年 | 5,325             |
| 2009年 | 5,285             |
| 2010年 | 5,294             |
| 2011年 | 5,117             |
| 2012年 | 5,226             |
| 2013年 | 5,235             |
| 2014年 | 5,003             |

## 相鄰車站
北總鐵道
 北總線
■特急、■急行、■普通
西白井（HS09）－白井（HS10）－小室（HS11）
※ 與成田Sky Access線共用路段，但此站沒有京成電鐵運行的列車停靠。
※ 特急在早上繁忙時段上行運行，黃昏繁忙時段下行運行。急行只在黃昏繁忙時段下行運行。

## 外部連結
- 白井站 （页面存档备份，存于） - 北總鐵道